# Paragia generosa
Paragia generosa är en stekelart som beskrevs av Richards 1962. Paragia generosa ingår i släktet Paragia och familjen Masaridae. Inga underarter finns listade i Catalogue of Life.